# Серхат Бальчі
Серхат Бальчі (тур. Serhat Balcı; нар. 15 березня 1982, Стамбул) — турецький борець вільного стилю, багаторазовий призер чемпіонатів світу та Європи.

## Життєпис
Боротьбою почав займатися з 1994 року. У 1998 році став чемпіоном світу серед кадетів. Наступного року на цих же змаганнях став бронзовим призером. У 2002 році став чемпіоом Європи серед юніорів.
Виступав за борцівські клуби «Amasya Şeker», Амасья  Туреччина і «Sancaktepe Belediyesi», Стамбул. Тренер — Адем Бекерет.

## Спортивні результати на міжнародних змаганнях

### Виступи на Олімпіадах
| Змагання                    | Збірна    | Вагова категорія          | Місце |
| --------------------------- | --------- | ------------------------- | ----- |
| Літні Олімпійські ігри 2008 | Туреччина | вільна боротьба, до 84 кг | 5     |
| Літні Олімпійські ігри 2012 | Туреччина | вільна боротьба, до 96 кг | 16    |

### Виступи на Чемпіонатах світу
| Змагання                        | Збірна    | Вагова категорія          | Місце  |
| ------------------------------- | --------- | ------------------------- | ------ |
| Чемпіонат світу з боротьби 2002 | Туреччина | вільна боротьба, до 84 кг | 16     |
| Чемпіонат світу з боротьби 2005 | Туреччина | вільна боротьба, до 84 кг | 15     |
| Чемпіонат світу з боротьби 2006 | Туреччина | вільна боротьба, до 84 кг | 11     |
| Чемпіонат світу з боротьби 2007 | Туреччина | вільна боротьба, до 84 кг | 5      |
| Чемпіонат світу з боротьби 2009 | Туреччина | вільна боротьба, до 96 кг | Бронза |
| Чемпіонат світу з боротьби 2010 | Туреччина | вільна боротьба, до 96 кг | 8      |
| Чемпіонат світу з боротьби 2011 | Туреччина | вільна боротьба, до 96 кг | Срібло |

### Виступи на Чемпіонатах Європи
| Змагання                         | Збірна    | Вагова категорія          | Місце  |
| -------------------------------- | --------- | ------------------------- | ------ |
| Чемпіонат Європи з боротьби 2002 | Туреччина | вільна боротьба, до 84 кг | 7      |
| Чемпіонат Європи з боротьби 2003 | Туреччина | вільна боротьба, до 84 кг | 9      |
| Чемпіонат Європи з боротьби 2005 | Туреччина | вільна боротьба, до 84 кг | Срібло |
| Чемпіонат Європи з боротьби 2007 | Туреччина | вільна боротьба, до 84 кг | Бронза |
| Чемпіонат Європи з боротьби 2008 | Туреччина | вільна боротьба, до 84 кг | 8      |
| Чемпіонат Європи з боротьби 2009 | Туреччина | вільна боротьба, до 96 кг | Бронза |
| Чемпіонат Європи з боротьби 2010 | Туреччина | вільна боротьба, до 96 кг | Бронза |
| Чемпіонат Європи з боротьби 2012 | Туреччина | вільна боротьба, до 96 кг | Бронза |

### Виступи на Кубках світу
| Змагання                    | Збірна    | Вагова категорія          | Місце |
| --------------------------- | --------- | ------------------------- | ----- |
| Кубок світу з боротьби 2010 | Туреччина | вільна боротьба, до 96 кг | 5     |
| Кубок світу з боротьби 2012 | Туреччина | вільна боротьба, до 96 кг | 12    |

### Виступи на інших змаганнях
| Змагання                                                  | Збірна    | Вагова категорія          | Місце  |
| --------------------------------------------------------- | --------- | ------------------------- | ------ |
| Чемпіонат світу з боротьби серед студентів 2000           | Туреччина | вільна боротьба, до 85 кг | 5      |
| Гран-прі Німеччини з боротьби 2001                        | Туреччина | вільна боротьба, до 85 кг | Бронза |
| Середземноморські ігри 2005                               | Туреччина | вільна боротьба, до 84 кг | Золото |
| Чемпіонат світу з боротьби серед військовослужбовців 2005 | Туреччина | вільна боротьба, до 84 кг | Бронза |
| Чемпіонат світу з боротьби серед військовослужбовців 2006 | Туреччина | вільна боротьба, до 84 кг | Срібло |
| Турнір Алі Алієва 2011                                    | Туреччина | вільна боротьба, до 96 кг | 8      |
| Турнір Г. Картозія і В. Балавадзе 2011                    | Туреччина | вільна боротьба, до 96 кг | Золото |
| Золотий Гран-прі з боротьби 2011 (Баку)                   | Туреччина | вільна боротьба, до 96 кг | 7      |
| Меморіал Вацлава Циолковського 2011                       | Туреччина | вільна боротьба, до 96 кг | Срібло |
| Вогні Москви 2011                                         | Туреччина | вільна боротьба, до 96 кг | 4      |
| Меморіал Вацлава Циолковського 2012                       | Туреччина | вільна боротьба, до 96 кг | Срібло |

### Виступи на змаганнях молодших вікових груп
| Змагання                                       | Збірна    | Вагова категорія          | Місце  |
| ---------------------------------------------- | --------- | ------------------------- | ------ |
| Чемпіонат світу з боротьби серед кадетів 1998  | Туреччина | вільна боротьба, до 83 кг | Золото |
| Чемпіонат світу з боротьби серед кадетів 1999  | Туреччина | вільна боротьба, до 85 кг | Бронза |
| Чемпіонат Європи з боротьби серед юніорів 2000 | Туреччина | вільна боротьба, до 85 кг | 5      |
| Чемпіонат світу з боротьби серед юніорів 2000  | Туреччина | вільна боротьба, до 85 кг | 7      |
| Чемпіонат Європи з боротьби серед юніорів 2002 | Туреччина | вільна боротьба, до 85 кг | Золото |